# Trupień (Góry Świętokrzyskie)
Trupień (dawniej Słowikowska, 365,1 m n.p.m.) - czwarte co do wysokości wzniesienie Pasma Zgórskiego. 
Szczyt znajduje się we wschodniej części pasma. Na zachód od wierzchołka znajduje się najwyższy szczyt pasma - Patrol. Od wschodu szczyt opływa rzeka Bobrza.

## Turystyka
Przez szczyt prowadzi  niebieski szlak turystyczny z Chęcin do Łagowa.